# The Oaks (Bürogebäude)

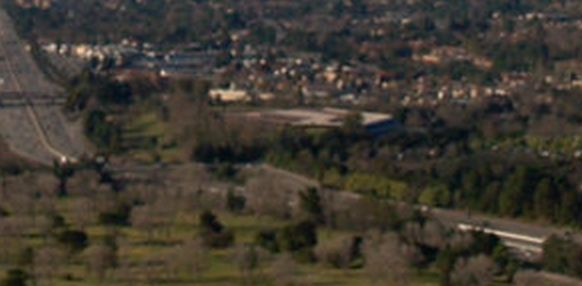
Das Gebäude aus größerer Entfernung fotografiert, an der Route 101 gelegen

The Oaks ist ein Bürogebäude in Westlake Village an der Grenze zu Thousand Oaks in Kalifornien im Conejo-Tal. Es wurde 1982 nach einem Entwurf des in Los Angeles ansässigen Architekturbüros A.C. Martin fertiggestellt.

## Unternehmen
Das Bürogebäude wurde zunächst vom Bauherren, dem Versicherungskonzern Prudential Financial genutzt. Im Januar 1985 wurde es für einen Preis von über 67 Millionen US-Dollar an die private Telephongesellschaft General Telephone & Electronics Corporation (GTE) verkauft.
Das Bürogebäude ist heute ein wissenschaftliches Forschungsinstitut und Sitz von Baxter International. Früher war es unter anderem Sitz des United States Bureau Of The Census, von GTE (GTE of California/GTE Paging) und Verizon Communications.
Im Jahr 2007 wurde das Gebäude für 131 Millionen US-Dollar von der in Beverly Hills ansässigen Immobilienverwaltungs- und Investmentfirma Kennedy Wilson erworben.

## Architektur
Das Gebäude wurde zwischen 1978 und 1980 geplant. Chefdesigner war Michael O’Sullivan.
Das 230 Meter (755 f) lange Bürogebäude mit einer Nutzfläche von rund 32 919 m² (354 341 sqf) ist ein-, zwei und dreigeschossig. Die Fassade verjüngt sich schräg nach oben in gerader Linie über die einzelnen Etagen. Es ist in den Hang der von niedrigen Hügeln geprägten Landschaft der Gegend gebaut. Um die Höhe des Gebäudes hatte es während der Planung Unstimmigkeit zwischen den Entwicklern und der Stadt Westlake, in der stets auf eine niedrige Bebauung geachtet worden ist, gegeben. Schließlich wurde Erdaushub an den Enden des Gebäudes aufgeschichtet, um einen nahtlosen Übergang in die Umgebung zu erreichen.
Ein Atrium über die volle Höhe mit einem Oberlicht durchzieht das gesamte Gebäude. Das Atrium wird von 9 Brücken überspannt, welche die inneren Hauptwege verbinden. Zwei langgestreckte Flügel treffen sich in einem Winkel von ca. 45°. Die langen Korridore sollten den ansässigen Unternehmen einen reibungslosen Arbeitsablauf ermöglichen. Das Atrium ist von offenen Büros flankiert, die den Angestellten Kommunikation und Versorgung mit Tageslicht ermöglichen.
Die Fensterwände an den Längsseiten des Gebäudes sind durch ca. 1,80 m (6 f) breite Überhänge vor direkter Sonneneinstrahlung geschützt. Die Nordfenster des Atriums lassen natürliches Licht einfallen, während die kleineren Südfenster ein kontrolliertes Einlassen direkter Sonnenstrahlen erlauben soll.
Die Firma M. Arthur Gensler aus San Francisco entwarf für Prudential die Innenarchitektur des Gebäudes, welche sich als Hauptachsen an den Korridoren längs des Atriums orientierte, und auch eigens gestaltete Möbel umfasste, einschließlich Polster, Raumteiler, Stuhlsysteme und für Röhrenmonitore geeignete Schreibtische.
Ein großer Teil des ca. 19,8 ha (49 ac) großen Geländes ist für Zwecke der Erholung von Nutzern und Besuchern vorgesehen. Neben dem Eingang des Gebäudes ist ein künstlicher See angelegt. Durch seine Gradlinigkeit und dadurch, dass es komplett dunkelbraun metallisch gebaut ist, wirkt es futuristisch im Stil der 1970er Jahre.
Das Gebäude wurde 1982 mit den Preis „Excellence in Design, Commercial“ des American Institute of Architects, Los Angeles Chapter und 1983 mit dem „Architectural Award of Excellence“ des American Institute of Steel Construction ausgezeichnet.
Für die neue Stadt Westlake hatte A.C. Martin bereits seit 1963 im Auftrag des Investors, der American-Hawaiian Steamship Company, einen Masterplan entwickelt. In Thousand Oaks hat A.C. Martin auch die 1995 gebaute Grand R. Brimhall Bücherei entworfen.

## Drehort
Durch seine markante futuristische Erscheinung war das Gebäude oft Drehort von Hollywood-Filmen und Serien. Dazu gehören Demolition Man, Airwolf, Meine Stiefmutter ist ein Alien und 12:01.